# Station Hauketo
Station Hauketo  is een station in Nordstrand-zuid, een stadsdeel in het zuidoosten van Oslo. Het station, geopend in 1925, ligt aan Østfoldbanen. 
Hauketo wordt bediend door lijn L2 de stoptrein tussen Skøyen en Ski en L2x, vanaf Lysaker naar Ski.